# Roland Brückner
Roland Brückner (Köthen, 1955. december 14. –) német szertornász. Az 1976. évi nyári olimpiai játékokon bronzérmet nyert csapat tornagyakorlatban Japán és a Szovjetunió mögött. Az 1980. évi nyári olimpiai játékok több sikert hozott neki. Csapat összetettben ezüstérmet szerzett a Mack-Nikolay-Brückner-Hemmann-Hoffmann-Bronst csapat. Korláton és ugrásban egyaránt bronzérmet szerzett, míg talajon ő bizonyult a legjobbnak.